# Furusato (chanson de Morning Musume)
Pour les articles homonymes, voir Furusato.
Singles de Morning Musume
Manatsu no Kōsen
(1999) Love Machine
(1999)
Furusato (ふるさと, "ville natale") est le 6e single du groupe Morning Musume.

## Présentation
Le single, écrit et produit par Tsunku, sort d'abord au format mini-CD (8 cm) le 14 juillet 1999 au Japon sur le label zetima. Il atteint la 5e place du classement Oricon, et reste classé pendant six semaines, pour un total de 170 670 exemplaires vendus.
La chanson-titre figurera dans une version remaniée ("album version") sur le deuxième album du groupe, Second Morning, qui sort deux semaines plus tard. Elle deviendra un standard du groupe, reprise par plusieurs membres en groupes ou en solo.
Yuko Nakazawa et Sayaka Ichii la reprennent en duo sur leur album commun Folk Songs de 2001. En 2002, elle est reprise en "version hawaiienne" par le groupe accompagné de Coconuts Musume, Miki Fujimoto, Rika Ishii et Boo Takagi, figurant sur le single Morning Musume Single Medley ~Hawaiian~ et sur l'album Hawaiian de Kiku Morning Musume Single Collection.
En 2004, Natsumi Abe la reprend en solo sur son premier album Hitori Bocchi, et Yuko Nakazawa la reprend sur son deuxième album Dai Nishō ~Tsuyogari~.
Elle sera aussi reprise par Nozomi Tsuji, Mari Yaguchi, Ai Takahashi, Risa Niigaki, dans des versions en solo sur des éditions en DVD réservées au fan club.
Le single Furusato est ré-édité fin 2004 au format maxi-CD (12 cm) avec une version supplémentaire inédite de la chanson-titre, pour faire partie du coffret Early Single Box contenant les ré-éditions des huit premiers singles du groupe. Ces huit singles au format 12 cm sont ensuite re-sortis à l'unité le 2 mars 2005.

## Formation
Membres du groupe créditées sur le single :
- 1re génération : Yuko Nakazawa, Aya Ishiguro, Kaori Iida, Natsumi Abe
- 2e génération : Kei Yasuda, Mari Yaguchi, Sayaka Ichii

## Titres
Édition 8 cm de 1999
1. Furusato (ふるさと?) – 5:18
2. Wasurerannai (忘れらんない?) – 4:49
3. Furusato (Instrumental) (ふるさと...?) – 5:16

Édition 12 cm de 2005
1. Furusato (ふるさと?) – 5:18
2. Wasurerannai (忘れらんない?) – 4:49
3. Furusato (Instrumental) (ふるさと...?) – 5:16
4. Furusato (Early Vocal Version) (ふるさと...?) - 05:00

## Performances
À la télévision
- 15 juillet 1999 : Utaban
- 16 juillet 1999 : Music Station
- 3 mars 2006 : Hello Pro Hour (chanté par Natsumi Abe et Ai Takahashi)

En concert
- Hello! Project Happy New Year '99
- Hello! Project '99
- Hello! Project 2002 ~One Happy Summer Day~ (chanté par Hello! Project)
- Hello! Project 2004 Winter ~C'MON! Dance World~
- Morning Musume Otome Gumi Hatsukouen ~Otomechikku~ (chanté par Morning Musume Otome Gumi)
- Abe Natsumi First Concert Tour 2004 ~Anata Iro~ (chanté par Natsumi Abe)
- Morning Musume Concert Tour 2005 Haru - Dai 6 kan Hit Mankai (chanté par Ai Takahashi et Risa Niigaki)
- Concert Tour 2005 Natsu Aki "Baribari Kyoushitsu ~Koharuchan Irasshai!~"
- Hello! Project 2007 Summer 10th Anniversary Dai Kanshasai (chanté par Junjun, Linlin, Koharu Kusumi et Aika Mitsui)
- Abe Natsumi Special Live 2007 Aki ~Acoustic Nacchi~ (chanté Natsumi Abe)
- Nakazawa Yuko Special Christmas Live 2007 ~Blanche~ (chanté par Yuko Nakazawa)
- Morning Musume Concert Tour 2008 Haru ~Single Daizenshuu~ (chanté par Sayumi Michishige)
- Morning Musume Concert Tour 2009 Fall ~Nine Smiles~ (Koharu Kusumi Graduation) (chanté par Koharu Kusumi)